# Празник на българския програмист
Празникът на българския програмист е на 4 октомври, рождената дата на Джон Атанасов.
Според правителството, обявяването на 4 октомври за професионален празник на компютърните специалисти ще бъде стимул за работата им и признание за постиженията им.